# Planitz (Käbschütztal)
Planitz ist ein Ortsteil der sächsischen Gemeinde Käbschütztal im Landkreis Meißen.

## Geographie
Planitz befindet sich etwa neun Kilometer westlich der Kreisstadt Meißen und etwa sechs Kilometer südöstlich von Lommatzsch auf etwa 200 m ü. NN. Durch Planitz fließt der Planitzbach, der bei Niederstößwitz entspringt und bei Sornitz in die Käbschütz mündet. Die Käbschütz fließt in den Ketzerbach, der bei Zehren in die Elbe mündet. Durch den Ort führt die Kreisstraße 8074, die den Ort mit dem nur 800 Meter östlich liegenden Deila verbindet. Eine weitere Straße führt Richtung Süden nach Niederstößwitz. Planitz ist von Dreiseithöfen geprägt, die von einfachen Wohngebäuden umgeben sind. Um den Ort befinden sich landwirtschaftlich genutzte Flächen.
An die Gemarkung Planitz grenzen im Nordosten Sornitz, im Osten Leutewitz und im Südosten Deila. Südlich benachbart liegt Niederstößwitz (alle Ortsteile der Gemeinde Käbschütztal), südwestlich von Planitz grenzen Ziegenhain und Leippen (Ortsteile der Gemeinde Ketzerbachtal) an. Westliche Nachbarorte sind Graupzig und Eulitz (Ortsteile der Gemeinde Leuben-Schleinitz).

## Geschichte
Erstmals erwähnt wird Planitz im Jahr 1264 als Plauneuuiz. Im Jahre 1287 wird ein Martinus de Plawenitz erwähnt. Der Ortsname entwickelte sich folgend über Plawanwicz (1334), Plawnicz (1466) und Blanicz (1551) zu Planitz im Jahr 1791. Planitz gehörte zum Castrum Meißen in der Markgrafschaft Meißen, ab dem 16. Jahrhundert dann zum Erbamt Meißen. Die Grundherrschaft übten Mitte des 16. Jahrhunderts anteilig das Domkapitel Meißen und die Rittergüter Batzdorf, Deila und Schleinitz aus. Später waren unter anderem auch die Rittergüter Sornitz und Siebeneichen Grundherren. Durch die Sächsische Landgemeindeordnung von 1838 erhielt Planitz Eigenständigkeit als Landgemeinde.
Um den Bauernweiler Planitz erstreckte sich 1900 eine 159 Hektar große Block- und Streifenflur, auf der die Bewohner des Dorfes der Landwirtschaft nachgingen. Neben der 1727 erbauten Dorfkirche Planitz sind drei weitere Objekte als Kulturdenkmal ausgewiesen und damit in die Kulturdenkmalliste Sachsens aufgenommen worden. Sie zeugen von der landwirtschaftlichen Tätigkeit der Planitzer. Bereits um 1500 wird eine Filialkirche der Ziegenhainer Pfarrkirche in Planitz erwähnt. Heute ist die Kirche der Kirchgemeinde Leuben-Ziegenhain-Planitz zugeordnet, der auch die Orte Deila, Käbschütz, Leutewitz, Porschnitz, Niederstößwitz und Sornitz angehören.
Planitz schloss sich im Jahr 1913 mit dem Nachbarort Deila zur neuen Gemeinde Planitz-Deila zusammen und verlor somit seine kommunale Eigenständigkeit. Nach dem Zweiten Weltkrieg wurde Planitz Teil der Sowjetischen Besatzungszone und später der DDR. In der Kreisreform 1952 kam es zur Angliederung der Orte an den Kreis Meißen im Bezirk Dresden, der im Wesentlichen aus der Amtshauptmannschaft Meißen (später Landkreis Meißen) hervorgegangen war. Die Bauern im Dorf gingen nun den Weg der Landwirtschaft in der DDR.
Nach Wende und Wiedervereinigung wurde Planitz-Deila Teil des neugegründeten Freistaates Sachsen. In der Kreisreform 1994 wurde der Landkreis Meißen-Radebeul (ab 1996 Landkreis Meißen) aus dem alten Gebiet des Kreises Meißen und Teilen des Kreises Dresden-Land gebildet, dem Planitz bis 2008 angehörte. Ebenfalls 1994 vereinigten sich Planitz-Deila, Krögis und Jahna-Löthain zur neuen Großgemeinde Käbschütztal mit 37 Ortsteilen. Diese Gemeinde ist seit dem 1. August 2008 Teil des in der Kreisreform Sachsen 2008 aus Landkreis Meißen und Landkreis Riesa-Großenhain gebildeten dritten Landkreises Meißen.

### Entwicklung der Einwohnerzahl
| Jahr | Einwohnerzahl                |
| ---- | ---------------------------- |
| 1551 | 4 besessene Mann, 7 Inwohner |
| 1764 | 4 besessene Mann, 3 Häusler  |
| 1834 | 117                          |
| 1871 | 152                          |
| 1890 | 148                          |
| 1910 | 143                          |